# Немилівська сільська рада
| Немилівська сільська рада — колишній орган місцевого самоврядування у Радехівському районі Львівської області з адміністративним центром у с. Немилів. Історична дата утворення: в 1939 році. Водоймища на території, підпорядкованій даній раді: річка Острівка. Сільській раді підпорядковані населені пункти: - с. Немилів |

## Склад ради
Рада складається з 16 депутатів та голови.

### Керівний склад ради
| ПІБ                       | Основні відомості                                                               | Дата обрання | Дата звільнення |
| ------------------------- | ------------------------------------------------------------------------------- | ------------ | --------------- |
| Калинович Іван Андрійович | Сільський голова, 1965 року народження, освіта, член Народного Руху України     | 26.03.2006   | 31.10.2010      |
| Калинович Іван Андрійович | Сільський голова, 1965 року народження, освіта середня спеціальна, безпартійний | 31.10.2010   |                 |

Примітка: таблиця складена за даними джерела